# إيه إم إكس-10 بي
AMX-10P هي مركبة مشاة قتالية برمائية فرنسية. تم تطويره بعد عام 1965 لتحل محل AMX-VCI الموجودة بالخدمة مع أفواج ميكانيكية من الجيش الفرنسي. اكتمل النماذج الأولى في عام 1968. بدأ الإنتاج بين عامي 1972 و 1973.
مركبة AMX-10P برمائية بالكامل، يتم دفعها عبر الماء بسرعات تصل إلى 7 كم / ساعة بواسطة أنابيب ماء مزدوجة. كما تم تركيب مضخات للمساعدة في عملية الطفو. كانت AMX-10P شائعة مع عدد من الجيوش العربية يتم إستخدامها من قِبل العراق وقطر والمملكة العربية السعودية والإمارات العربية المتحدة. كما تم تطوير أشكال بحرية خاصة لسنغافورة وإندونيسيا، بما في ذلك نموذج دعم الحريق المعروف بـ AMX-10 PAC 90.

## تاريخ التطوير
تم تطوير AMX-10P من قبل فرنسا استجابة لمطلب الجيش الفرنسي لمركبة قتال مدرعة جديدة لتكملة أو استبدال AMX-VCI القديمة. تم الانتهاء من النماذج الأولى في عام 1968 وعرضت على العملاء المحليين والدوليين المحتملين في Satory في العام التالي. لم يبدأ الإنتاج حتى وضع الجيش الفرنسي أول أمر له في أواخر عام 1972. تم تسليم أول AMX-10Ps في منتصف إلى أواخر عام 1973 إلى اللواء الميكانيكي السابع المتمركز في ريمس. تم تجهيز AMX-10P من الجيش الفرنسي مع autocannon 20mm في برج Toucan II لشخصين مع جلوس لمدفعي وقائد. ومع ذلك، يمكن تركيب عدد من الأبراج الفردية الأخرى، بالإضافة إلى قبة مراقبة لمركبات التدريب. يوجد طرازات مختلفة للتصدير بما في ذلك الظرازات المزودة برادارات مراقبة ساحة المعركة، ونظام التحكم في إطلاق النار من المدفعية ATILA ، وبنك الصواريخ HOT المضادة للدبابات، ومدافع الهاون 60 مم أو 81 مم، ومسدس كبير من عيار 90 مم.

## صور

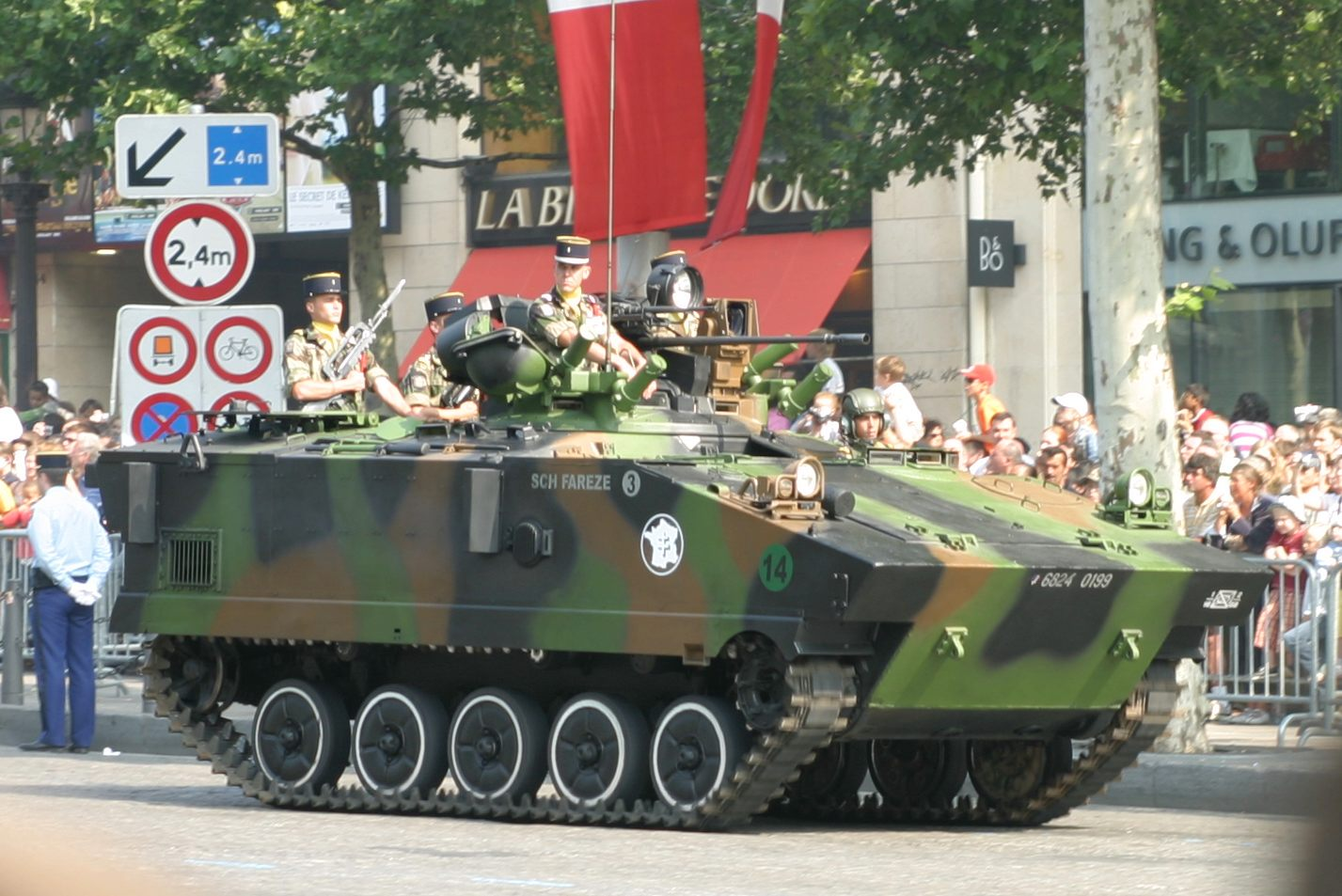
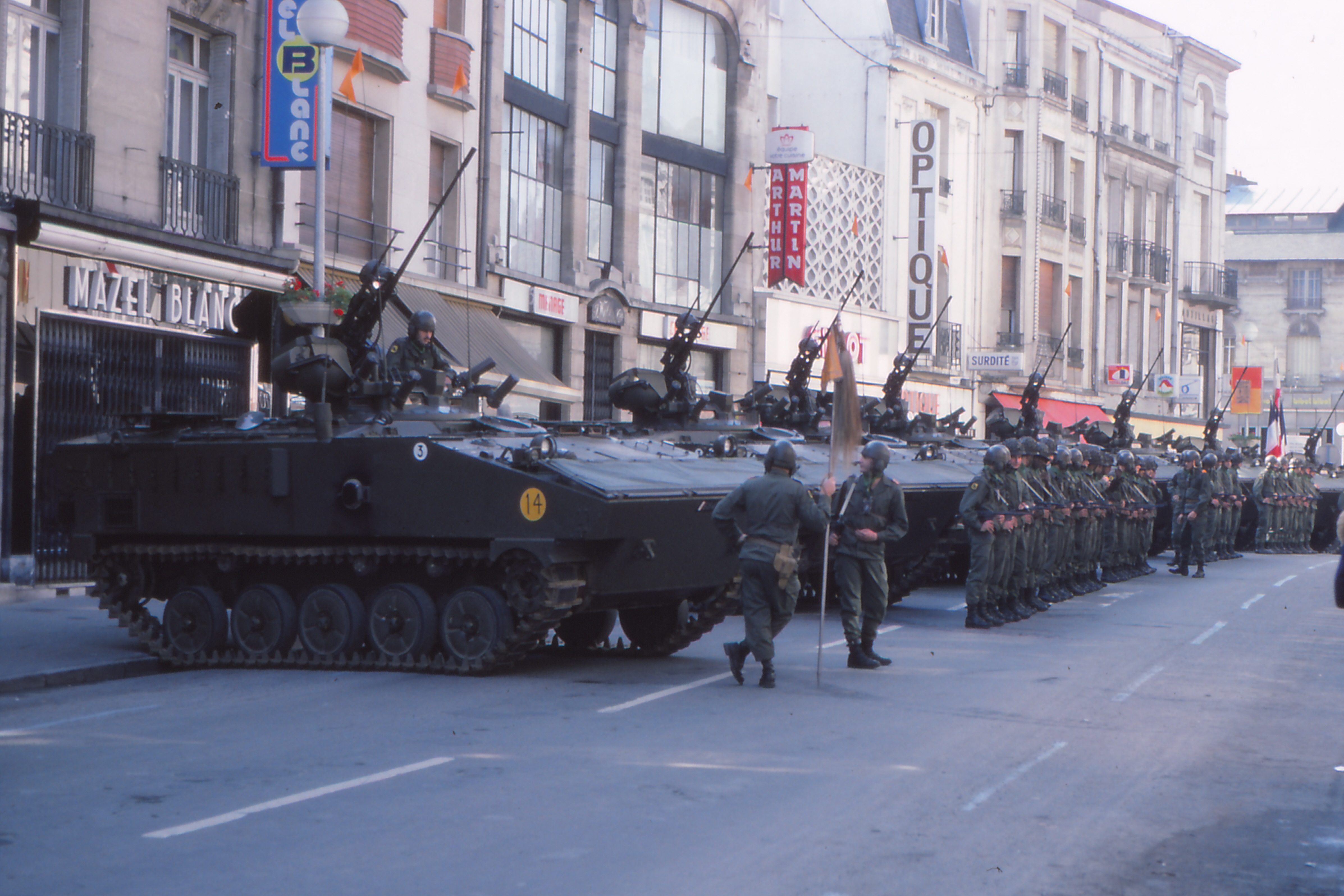
العرض العسكري بمناسبة يوم الباستيل في فردان، فرنسا 1979.
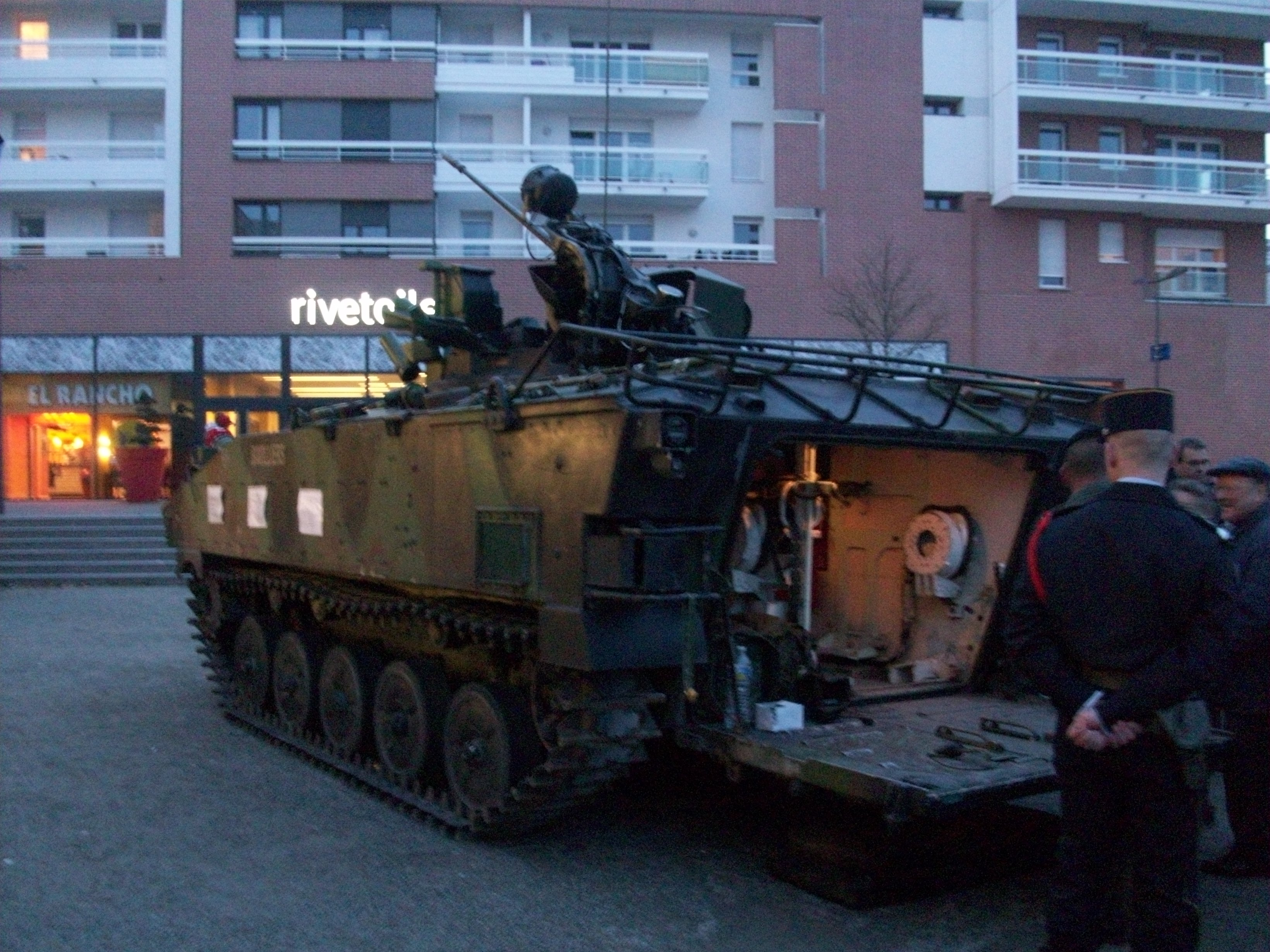
صورة لباب المدرعة الخلفي.
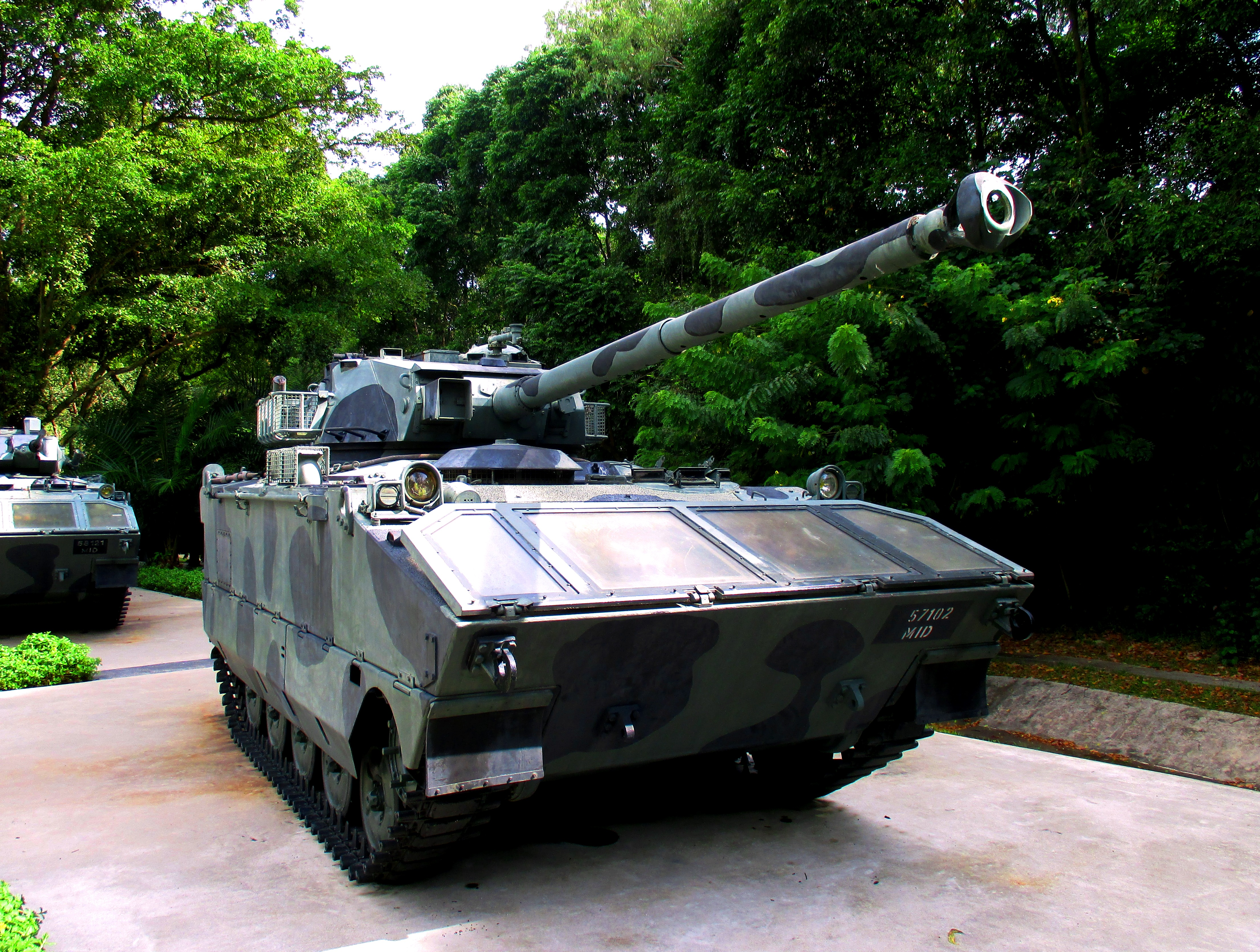
نسخة مزودة بمدفع 90/GIAT F4 "Super" CS عيار 90 مم في متحف الجيش السنغافوري.